# Eugène Murer (Renoir)
Eugène Murer est une peinture à l'huile sur toile réalisée par l'artiste impressionniste français Auguste Renoir en 1877. Il s'agit d'un portrait du pâtissier, artiste, écrivain, collectionneur et mécène Hyacinthe-Eugène Meunier (1841-1906), plus connu sous le nom d'Eugène Murer. Le tableau a été acquis par le Metropolitan Museum of Art de New York en 2002. 

## Histoire
Ce portrait d'Eugène est l'un des quatre tableaux de la famille Murer par Renoir, dont deux de la demi-sœur d'Eugène Marie (Portrait de Mademoiselle Marie Murer) et un de son fils Paul (Portrait de Paul Meunier). Murer était l'un des plus grands soutiens des Impressionnistes dans les années 1870, mais payait des prix bas pour leurs œuvres. On estime que Renoir recevait 100 francs pour chaque portrait acheté par Murer.